# Cairn von Ville Pichard
 Der stark überwachsene Cairn von Ville Pichard (auch Cairn à trois Dolmens oder Dolmen de Ville-Pichard genannt) liegt auf einer Klippe mit Blick auf die Gezeiteninsel Île du Verdelet, nördlich von Pléneuf-Val-André im Département Côtes-d’Armor in der Bretagne in Frankreich. Dolmen ist in Frankreich der Oberbegriff für neolithische Megalithanlagen aller Art (siehe: Französische Nomenklatur).
In dem etwa 25,0 × 10,0 m messenden, über fünf Meter hohen Hügel liegen die Überreste dreier runder Dolmen aus dem mittleren Neolithikum mit nicht erhaltenen Tholoi aus Trockenmauerwerk (wie in Barnenez) und 2,5 bis 4,4 m langen Zugängen. 
- Kammer 1 hat einen 2,5 m langen und 0,6 m breiten Gang. Von der Kammer war nur ein Tragstein erhalten.
- Kammer 2 hat einen 3,6 m langen und 0,6 m breiten Gang, der von 16 seitlichen Platten begrenzt wird.
- Kammer 3 besteht aus 18 Tragsteinen, ihr Gang ist 4,4 m lang und 0,60 m breit.

Die Megalithanlagen wurden 1887 ausgegraben und 1965 unter Schutz gestellt. Die Ausgrabung lieferte nur in Kammer 3 Funde: 16 Kiesel, drei Klingen und drei Pfeilspitzen aus Feuerstein, Fragmente einer Vase und einen Schaber.